# Allemagne-en-Provence
Allemagne-en-Provence – miejscowość i gmina we Francji, w regionie Prowansja-Alpy-Lazurowe Wybrzeże, w departamencie Alpy Górnej Prowansji.

## Demografia
Według danych na rok 1990 gminę zamieszkiwało 355 osób, a gęstość zaludnienia wynosiła 11 osób/km². w styczniu 2015 r. Allemagne-en-Provence zamieszkiwało 530 osób, przy gęstości zaludnienia wynoszącej 16,4 osób/km².